# Treviolo
Treviolo är en ort och kommun i provinsen Bergamo i regionen Lombardiet i Italien. Kommunen hade 10 890 invånare (2018).